# Gregor Jordan
Gregor Jordan (Sale, 1966) è un regista, sceneggiatore, produttore televisivo e attore australiano.

## Biografia
Figlio di un pilota, che ha combattuto nella guerra del Vietnam, è cresciuto in una base dell'aeronautica militare in Australia. Inizia la propria carriera lavorando brevemente come attore, recita nella soap opera australiana Home and Away ed interpreta a teatro Bassanio ne Il mercante di Venezia di Shakespeare. Dopo una serie di cortometraggi e lavori televisivi, nel 1999 debutta al cinema realizzando il suo primo lungometraggio, Two Hands, con protagonista Heath Ledger.
Nel 2001 dirige Buffalo Soldiers, ritratto di soldati americani di stanza in Germania poco prima della caduta del muro di Berlino nel 1989, mentre nel 2003 torna a dirigere Heath Ledger in Ned Kelly. Dopo aver diretto un videoconcerto per la rock band australiana Powderfinger, torna dietro la macchina da presa per dirigere The Informers - Vite oltre il limite, tratto da un romanzo di Bret Easton Ellis. Per il 2010 dirige Unthinkable, con Samuel L. Jackson e Michael Sheen.

### Vita privata
È legato all'attrice Simone Kessell, che nel gennaio del 2005 lo ha reso padre di un maschio di nome Jack.

## Filmografia
- Two Hands (1999)
- Buffalo Soldiers (2001)
- Ned Kelly (2003)
- The Informers - Vite oltre il limite (The Informers) (2009)
- Unthinkable (2010)
- Ian Thorpe: The Swimmer (2012) - documentario